# 피라미드 텍스트

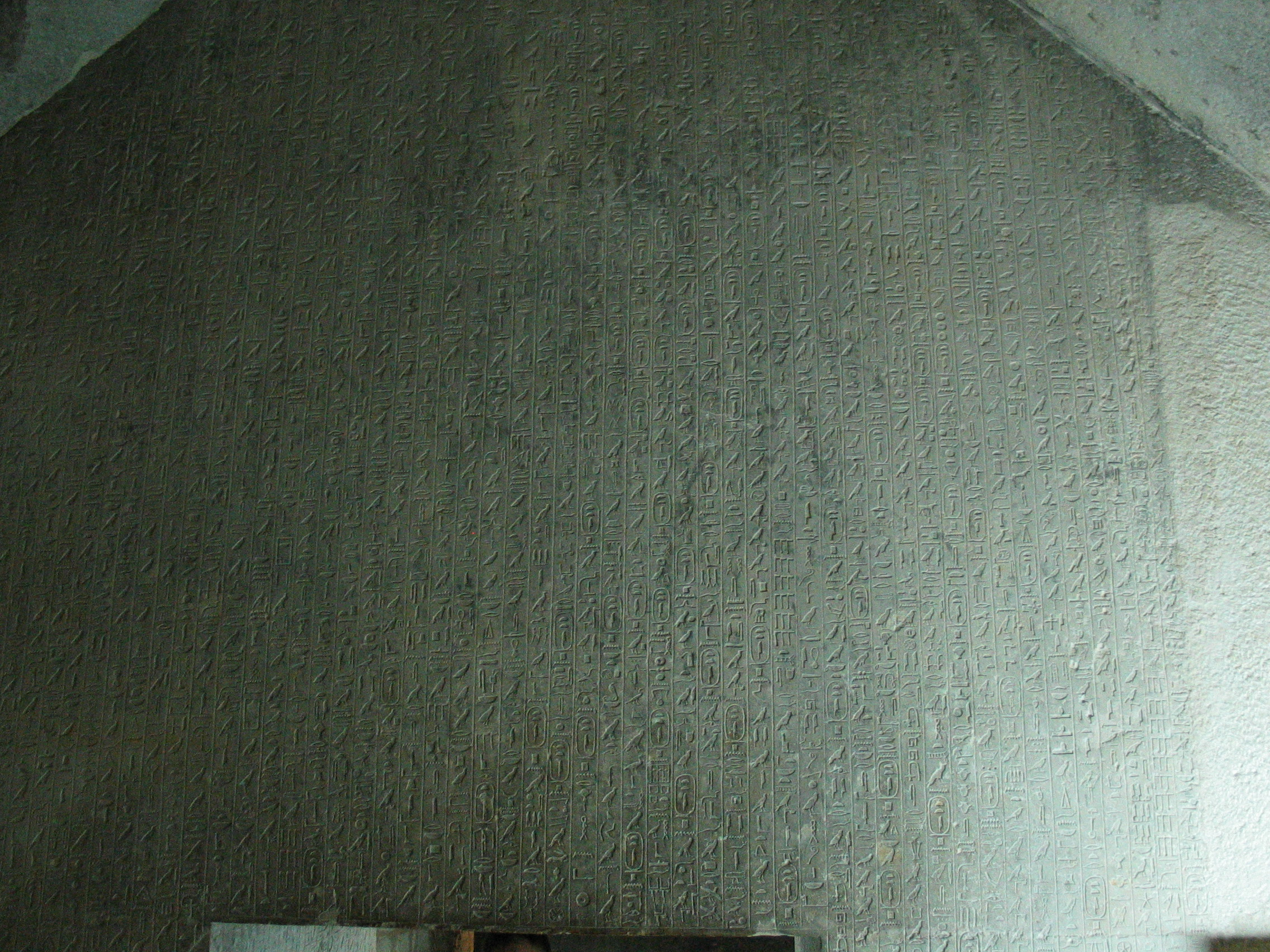
테티 1세 피라미드에 새겨진 피라미드텍스트

피라미드 텍스트는 이집트 고왕국 시대에 쓰인 고대 이집트 종교 문헌의 모음이다. 피라미드 텍스트는 세계에서 가장 오래된 종교 문헌으로 알려져 있다. 피라미드 텍스트는 고왕국 시대 제5왕조와 제6왕조 시대에 사카라 지역 피라미드 내부 벽화에 조각되었다. 가장 오래된 글귀는 기원전 2400년에서 2300년 사이에 쓰인 것으로 여겨진다.

## 같이 보기
- 사자의 서
- 관구문(코핀 텍스트)
- 이집트 신화